# Bromley-by-Bow (metrostation)
Bromley-By-Bow is een station van de metro van Londen aan de District Line en Hammersmith & City Line. Het station is geopend in 1858.

## Geschiedenis
Het station werd in 1858 geopend onder de naam Bromley door de London, Tilbury and Southend Railway (LT&SR) aan de toen nieuwe rechtstreekse verbinding tussen Barking en Fenchurch Street. Op 17 mei 1869 werd, vooral ten behoeve van goederenverkeer, een verbindingsboog geopend tussen station Bow aan de North London Railway (NLR) en Bromley Junction, net ten westen van het station. Vervolgens begon een pendeldienst tussen Bow en Plaistow totdat deze op 1 januari 1915 in verband met oorlogsomstandigheden werd gestaakt.
In verband met het toenemende gebruik van het station door diensten van de LT&SR, de NLR en de Great Eastern Railway (GER), die diensten van Fenchurch Street naar North Woolwich verzorgde, werden in 1892 plannen opgesteld om een nieuw station te bouwen. Een brand op 20 december van dat jaar zorgde ervoor dat deze plannen versneld werden uitgevoerd en het werk begon in 1893. Bromley Junction werd 110 m naar het westen verplaatst om voldoende ruimte te maken en een nieuw seinhuis met 36 hendels werd op 1 oktober 1893 geopend bij de verplaatste aansluiting. Het nieuwe station ten westen van St. Leonards Street, de latere Blackwall Tunnel Northern Approach, werd geopend op 1 maart 1894 en het oude station aan de andere kant van de brug werd gesloten.
In 1898 werd het goederenstation geopend aan de zuidkant van de lijn, ten oosten van het station.
Op 11 juni 1902 werd de Whitechapel and Bow Railway geopend, een samenwerking tussen de District Railway (DR), de latere District Line, en de LT&SR. De nieuwe spoorlijn verbond de District Railway in Whitechapel met de London, Tilbury en Southend bij Bow. De reizigersdienst werd geleverd door de DR die stoomdiensten onderhield naar East Ham en sommige zelfs tot Upminster. De District Line voegde zich bij de hoofdlijn bij Campbell Road Junction net als Bromley Junction ten westen van het station. In 1905 schakelde de DR over op elektrische tractie wat betekende dat niet oostelijker dan East Ham gereden werd. 
In verband met de drukte op de spoorlijn door Bromley werden de twee nieuwe geëlektrificeerde sporen bij Bromley aan de noordkant langs de bestaande sporen gelegd. In samenhang hiermee werd het station opgeknapt en voorzien van verbeterde voorzieningen voor de reizigers. De nieuwe sporen, die zich uitstrekten tot Abbey Mills Junction, werden geopend op 1 augustus 1905. 
In 1912 werd de LT&SR overgenomen door de Midland Railway, de verdere elektrificatie ten oosten van East Ham werd vertraagd door de Eerste Wereldoorlog. De Midland Railway werd op 1 januari 1923 gegroepeerd in de London Midland & Scottish Railway. In 1927 werden de metrosporen van lichtseinen voorzien en nadat de elektrificatie Upminster had bereikt kon de metro vanaf 1932 weer tot Upminster rijden. 
In 1933 werd het OV in Londen genationaliseerd in de London Passengers Transport Board, kortweg London Transport, en kwamen de verschillende metrobedrijven in een hand. Het station kwam in verband met de betrokkenheid van een spoorwegmaatschappij niet in handen van de underground. De metrobedrijven kregen de eenvormige uitgang Line, zodat de DR District Line werd.  
London Transport kwam met het New Works Programme om verbeteringen aan het metronet door te voeren. In 1936 werden de diensten van de Metropolitan Line ten oosten van Whitechapel doorgetrokken, deze oosttak is sinds 1988 als Hammersmith & City Line bekend. De Britse spoorwegen werden in 1948 genationaliseerd en het station werd overgedragen aan de London Midland Region van British Railways. Op 20 februari 1949 werd het, in overeenstemming met de geografische realiteit, ondergebracht in de Eastern Region van British Railways. Op 13 september 1959 werd de verbindingsboog tussen Bromley en Bow (NLR) gesloten en drie jaar later, in 1962, werd het goederenstation gesloten. De spoorlijn Fenchurch Street – Southend werd begin jaren 60 geëlektrificeerd met 25 kV ≈ bovenleiding en toen deze gereed was beëindigde British Railways de bediening van het station, zodat er sindsdien sprake is van een zuiver metrostation.
Het station werd omgedoopt in Bromley-by-Bow in 1967, om verwarring met station Bromley in de London Borough of Bromley te voorkomen. Het voortdurende beheer door British Railways zonder dat die het station aandeed werd meer een anomalie en in 1969 werd station eigendom van London Underground onder het gezag van de London Transport Executive van de Greater London Council. In februari 1970 werd het station opnieuw getroffen door brand waarop de stationsgebouwen uit 1894 werden gesloopt. Op 11 juni 1972 werd een nieuwe stationshal, gebouwd door British Rail, geopend.
Op 2 juni 2008 werd een niet-ontplofte bom uit de Tweede Wereldoorlog gevonden bij de brug over  het Prescott-kanaal, iets ten oosten van het station, waardoor de metrodienst werd verstoord. 

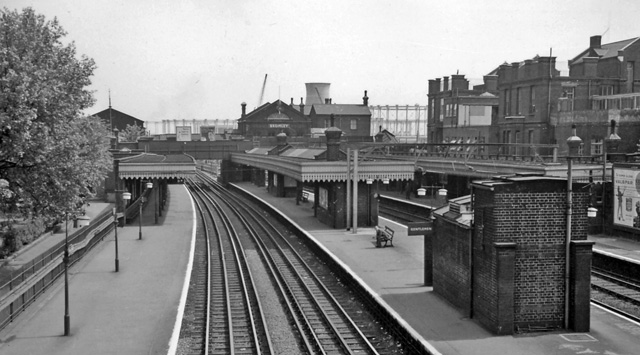
Het station op 11 mei 1961
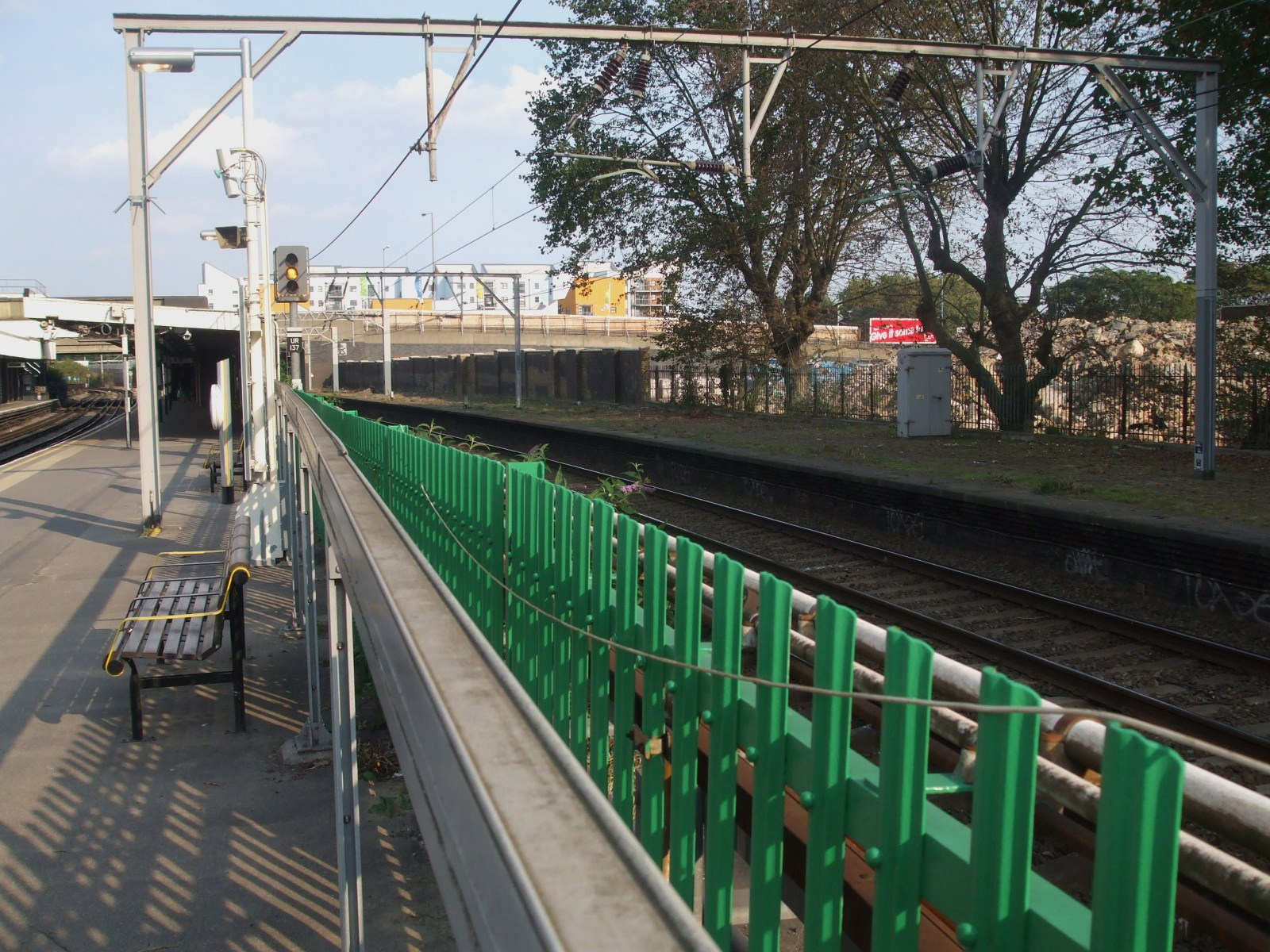
Links de metro en rechts de spoorlijn in op 20 september 2008
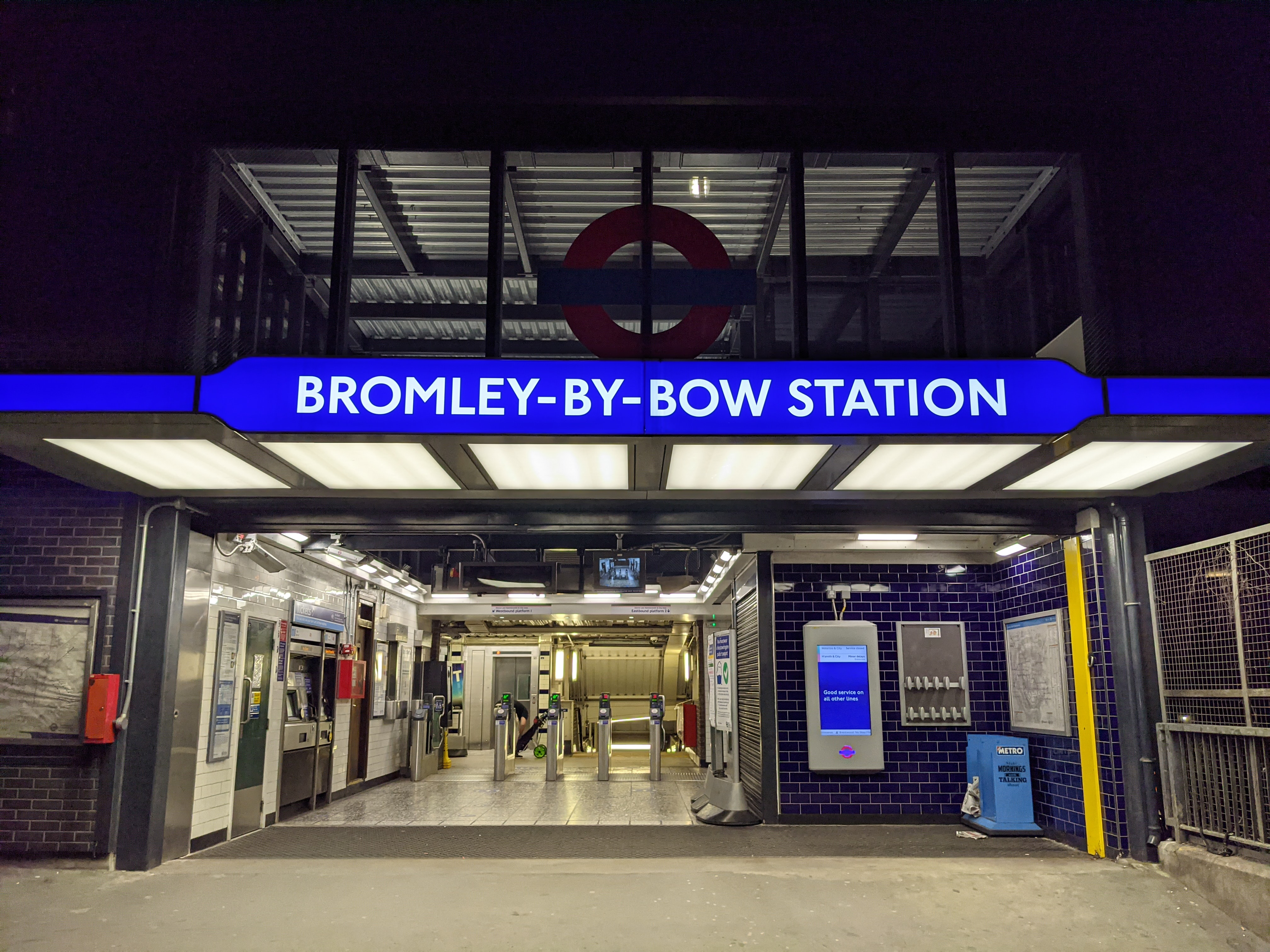
Het stationsgebouw uit 2018

## Ligging en inrichting
Het station bevindt zich onder de Blackwall Tunnel Northern Approach Road en het stationsgebouw ligt aan het viaduct. De perrons zijn met liften en trappen verbonden met de stationshal er zijn geen roltrappen. Het station heeft vier sporen waarvan de noordelijke twee gebruikt worden door de District en Hammersmith & City line, die hier dezelfde sporen berijden. Het noordelijke zijperrons en de noordkant van het eilandperron worden door de metro gebruikt, zuidkant van het eilandperron en het zuidelijke zijperron zijn sinds 1962 buitengebruik en de zuidelijke sporen worden gebruikt door de treinen van C2C de vroegere Londen, Tilbury en Southend Railway. De beide perrons zijn bereikbaar via drie OV-poortjes en een doorgang.
De liften zijn in 2018 samen met een nieuwe stationshal gebouwd waarmee het station als 73e van het net rolstoeltoegankelijk werd. Al deze aanpassingen werden bekostigd door Transport for London in samenwerking met Tower Hamlets en de London Legacy Development Corporation.

## Reizigersdienst
De metro's van de Hammersmith and City Line en de District Line rijden aan de westkant respectievelijk door de noordelijke boog en zuidelijke boog langs de plek van de oorspronkelijke perrons. Hier zijn de meeste overblijvselen verwijderd door de nieuwe tracering in 1938, maar de grotere breedte en hoogte en onregelmatige vorm van de tunnel is nog zichtbaar. 

### District Line
In de daluren rijden: 
- 12 metro's per uur oostwaarts naar Upminster. (op zondag eindigen de metro's afwisselend in Barking)
- 3 metro's per uur oostwaarts naar Barking.
- 6 metro's per uur westwaarts naar Ealing Broadway.
- 6 metro's per uur westwaarts naar Richmond.
- 3 metro's per uur westwaarts naar Wimbledon.

Tijdens de piekuren rijden aanvullende diensten naar Wimbledon. Tijdens de daluren stoppen 3 metro's per uur vanuit Wimbledon die in Barking eindigen.

### Hammersmith & City Line
In de daluren rijden: 
- 6 metro's per uur oostwaarts naar Barking.
- 6 metro's per uur westwaarts naar Hammersmith.

### Circle Line
Er is geen doorlopende dienst, maar er rijden twee metro's op Circle Line vóór 06:00 uur 's morgens van Barking naar Edgware Road via Victoria.

## EastEnders
In de BBC-soap EastEnders staat op de metrokaart het fictieve station Walford East op de plaats van Bromley-by-Bow.

## Fotoarchief
- London Transport Museum Photographic Archive
  - Bromley station, 1956
  - Station entrance, 1971
  - Station entrance, 2001

Hammersmith · 
Goldhawk Road · 
Shepherd's Bush Market ·
Wood Lane · 
Latimer Road · 
Ladbroke Grove · 
Westbourne Park · 
Royal Oak · 
Paddington · 
Edgware Road · 
Baker Street · 
Great Portland Street · 
Euston Square · 
King's Cross St. Pancras · 
Farringdon · 
Barbican · 
Moorgate · 
Liverpool Street · 
Aldgate East · 
Whitechapel · 
Stepney Green · 
Mile End · 
Bow Road · 
Bromley-by-Bow · 
West Ham · 
Plaistow · 
Upton Park · 
East Ham · 
Barking